# باشگاه ورزشی الکرخ
باشگاه ورزشی الکرخ (به عربی: نادي الکرخ الریاضي) یک باشگاه فوتبال در شهر بغداد واقع در کشور عراق می‌باشد که در لیگ برتر فوتبال عراق بازی می‌کند.
این باشگاه در سال ۱۹۶۳ بنیان‌گذاری شده است.